# Kidholm (Sydslesvig)
 For alternative betydninger, se Kidholm. (Se også artikler, som begynder med Kidholm)
Kidholm (dansk) eller Kieholm (tysk) er en ubeboet ø i Slien i Sydslesvig. Nordvest for øen ligger byen Goltoft. Syd for øen ved byen Bonert befinder sig resterne af kongsborgen fra den danske tid. Afstanden til fjordens sydlige bred er cirka 140 meter. Hele Slien er her 460 meter bred. Administrativt hører øen til byen Hestoft.
Hele øen er cirka er 100 meter lang og 60 meter bred. Arealet er på omkring 0,5 hektar. Øen er bevokset med græs og mindre træer og buske. Øen blev også kaldt Badstave eller Kærlighedsø. 
Ifølge overlevering skal Lave Gudmundsen, som var en af Abels mænd, have dræbt kong Erik den 10. august 1250 på øen. Derefter blev Eriks lig sænket ned i Slien. Sagnet fortæller, at mågerne over Slien siden den nat skriger Erik, Erik. De kaldes også for Abels ravne eller for Eriks duer. 

## Eksterne links
- Sliens øverden (på tysk)

54°32′29″N 9°44′31″Ø / 54.54139°N 9.74194°Ø